# 黒田晶
黒田 晶（くろだ あきら、1977年12月22日 - ）は、日本の女性小説家。千葉県出身。頌栄女子学院高等部卒業、明治学院大学文学部芸術学科中退、イギリスのユニバーシティ・オブ・ブライトンに留学。

## 経歴
留学中の2000年に「YOU LOVE US」（単行本発売時に「メイドインジャパン」に改題）で第37回文藝賞を受賞。前年の1999年にも受賞作の原型となる作品「HELL YEAH！」で第36回文藝賞最終候補になっていた。
2003年『世界がはじまる朝』で第16回三島由紀夫賞候補。

## 作品リスト

### 単行本
- 『メイド イン ジャパン』（2001年1月、河出書房新社）
  - 初出:『文藝』2000年冬号、単行本化にあたり初出時の「YOU LOVE US」を改題。
- 『世界がはじまる朝』（2002年9月、河出書房新社）
  - 初出:『文藝』2001年夏号、単行本化にあたり初出時の「AS THE WORLD TURNS」を改題、加筆。

### 単行本未収録作品
- 世界は牡蠣（『文學界』2007年12月号）
- Family Entertainment（BEAMS発行の文芸誌『In The City』Vol.2に掲載）